# Nattpäron
Nattpäron – en utställning på väg mot små och stora berättelser var en vandringsutställning för barn mellan 9 och 12 år, producerad av den statliga myndigheten Riksutställningar med samarbetspartner. Nattpäron var den första utställningen i Riksutställningars nya mobila rum, en lastbilsdragen trailer som utställningen visades på sin resa över Sverige mellan 2006 och 2009. I trailern fick besökarna ta del av miljöer som hade som syfte att stimulera språkutveckling och förmåga till berättande.

## Bakgrund
Initiativtagare till Nattpäron var Pernilla Glaser vid barnboksförlaget Bonnier Carlsen. Därefter kopplades övriga samarbetspartners in, bland andra barnboksförlaget Rabén & Sjögren, Myndigheten för skolutveckling och Riksutställningar.
För Riksutställningar innebar Nattpäron en fortsättning på myndighetens satsning på barn och unga och engagemanget i Sveriges förorter, bland annat manifesterat genom utställningarna Hallen i Skärholmen, 4U med flera. Verksamheten låg i linje med Riksutställningars uppdrag att arbeta med barns och ungas livsvillkor.
Nattpäron var ett omfattande projekt med sidoaktiviteter som förbereddes under flera år och riktade sig mot myndigheter, skolor, bibliotek och barnboksförlag. Förutom den rullande utställningen resulterade arbetet i Nattpäron – en bok om att hitta på, tänka och berätta.
Tre mål formulerades för turné och samverkan mellan Nattpäron-produktionen och de lokala arrangörerna runt om i landet:
- Att stärka barnkulturen i Sverige.
- Att stödja samarbete mellan skola och kulturliv.
- Att nå platser där många olika språk talas.[5]

## Tema
Med Nattpäron ville Riksutställningar bidra till att bredda kunskapen om de miljöer som barn vistades i och präglades av. Utställningen ville stimulera den unga publikens fantasi och upptäckariver. Spännande och annorlunda miljöer skulle väcka lusten att skapa egna berättelser, var tanken.

Så här beskrevs filosofin bakom Nattpäron och liknande produktioner av producent Ulla Arnell i Riksutställningars tidning nummer 3, 2001: 
Om de utställningar vi producerar på ett trovärdigt sätt skall kunna sägas vara relaterade till de liv barn lever på olika platser i Sverige och i världen, så måste vi ge ett betydande utrymme åt barns egna gestaltningar och tid och reflektion.

## Produktion
Nattpäron beskrivs som ett ”idésamarbete” mellan Riksutställningar och barnboksförlagen Rabén & Sjögren och Bonnier Carlsen. I projektet ingick även en bok och en programverksamhet i form av kompetensutveckling för lärare och skolledare. Den huvudsakliga målgruppen var barn i åldern 9 till 12 år, men Nattpäron visades också för allmänheten på kvällar och helger.

### Det mobila rummet
Nattpäron var den första vandringsutställning som använde Riksutställningars nya mobila rum – en silvergrå lastbil med trailer som fungerade som transport och visningslokal på turnén genom Sverige.
Mobila rummet invigdes i november 2005. Det ritades för Riksutställningar av arkitekten Love Arbén och konstruerades av teknikkonsultföretaget ÅF. Eksjö Maskin & Truck stod för påbyggnaden med in- och utfällbara väggar med ljusinsläpp. Mobila rummet var specialbyggt för utställningar, men det kunde också fungera till seminarieverksamhet och kurser.

#### Fakta
- Mått i transportläge, inklusive dragbil: 2,55 meter brett, fyra meter högt och 17 meter långt.
- Mått i utfällt läge, inklusive dragbil: längd samma, bredd 9,5 meter, ekipagehöjden nästan fem meter.
- Tjänstevikt cirka 27 ton.
- Invändig utställningsyta cirka 85 kvadratmeter.
- Besökskapacitet: max 50 personer samtidigt.
- För att bygga rummet krävdes 24 hydraulcylindrar, 120 meter hydraulrör, 120 meter hydraulslang och 500 meter elkabel.
- Utrustning: klimatanläggning, golvvärme, underhållsvärme (vid transport), röklarm, dörrlarm (ingång pentry och besöksentré), rörelsedetektor. Personalpentry med diskho, diskbänk, förvaringsskåp, kylskåp, elplatta, mikrovågsugn. Vatten i 25 liters plastdunk, avloppstank. Ingen toalett.
- Krav på uppställningsplats: minst 14 gånger 20 meter, höjd minst 5,6 meter. Max lutning i sidled med luften utsläppt ur släp: fyra grader.
- Elanslutning: 1 kraftuttag – 3-fas 400 VAC, 50 Hz, 32 A (vid max effekt 64 A, Europahandske. I vagnen 100 meter lämplig kabel.[7]

### Nattpäron – vad är det?
Nattpäron – en utställning på väg mot små och stora berättelser fick sitt slutgiltiga namn i mars 2006. Innan dess hade projektet haft arbetsnamnen ”Ljug som det är” och ”Gå på!”.

Drivande i utvecklingsarbetet var Nattpärons projektledare och producent Ulla Arnell. Valet av titel förklarade hon så här:
Vad är Nattpäron? Det undrar vi också. Ordet finns inte i några ordböcker. Kanske har det rent av aldrig skrivits eller sagts förut. Men nu finns det för Nattpäron är namnet på vår utställning om berättande som från augusti 2006 ska turnera land och rike runt. Varför just Nattpäron? Därför att det är ett fint och spännande ord fullt av klanger och möjligheter. Det är ett ord som hjärnan genast vill börja leka med och skapa betydelser till.
Utställningen i det nya mobila rummet var tänkt som en helhetsupplevelse för fantasin. Här fanns ett drömliknande landskap med föremål som skulle överraska och locka till upptäckt och reflektion. Barnens egna skaparlust skulle väckas av den suggestiva omgivningen: tittskåp, ordlekar och olika sorters figurer, talande stenar, ansiktsmasker, hål och krypin som gick att upptäcka och gömma sig i.

På planeringsstadiet, tre år innan turnéstart, hade Ulla Arnell formulerat idén bakom Nattpäron”:
Alla har en historia att berätta. En utställning med barns egna berättelser i fokus skulle kunna bli en stark inspirationskälla till att utveckla det egna språket och det egna berättandet. Berättandet är magiskt. En gestaltad miljö med uttrycksfulla föremål och oavslutade berättelser i utställningsrummet skulle kunna utformas som en stafett och evighetsberättelse under utställningens resa genom Sverige. En variant av Nils Holgerssons resa som också innefattar möten med den svenska berättartraditionen och svenska barnboksfigurer. Utställningen kommer att röra sig i korsningen mellan olika estetiska uttrycksformer som t ex serier, folksagor, skrönor, myter och ritualer. Utställningen handlar om  det lustfyllda och det magiska i berättandet. Det handlar inte om pedagogik och språktest, inte heller om  historia som t ex skriftspråkets uppkomst. Språkets rikedom är moralen. Ett rikt språk är ett bra språk.
Målinriktningen sammanfattade Ulla Arnell i två meningar:
När barnen lämnar utställningen ska de ha fått vara med om något märkligt och fantastiskt, känt och okänt. Förhoppningsvis bubblar de över av egna berättelser som väntar på att få berättas och bli lyssnade till.
En utställning som Nattpäron var viktig för barns utveckling, menade Ulla Arnell och hänvisade i en förstudie till psykologen Ulf Ärnström:
Ulf Ärnström, psykolog och berättare säger att ”förmågan att berätta är inte en talang som folk antingen har eller saknar. Det är något man utvecklar genom övning – och har nytta av att utveckla. Berättandet i vid mening är ett livets grundspråk som barnet lär sig och behöver för att förstå och förmedla sina egna upplevelser.”

### I Nattpäronland
Nattpärons fysiska utformning skulle bestå av fyra delar – för att efterlikna de ”fyra byggstenar” som en berättelse kan bestå av, i det här fallet kategorierna: person, vilja, problem, plats. Varje kategori fick sitt eget tematiska rum/område/hörn i utställningen. Mellan de fyra rummen fanns ett centralt och sammanlänkande mittrum. Alla rum hade sitt eget kubiska ljusskåp som lyste med ett gult sken och visade korta texter som ville ge en orientering i utställningens olika delar och hur de hängde ihop med varandra, men också med hur den mänskliga hjärnan hanterar berättandet.
Nattpäron visades för barn i halvklasser som togs emot av en pedagog som guidade genom utställningen, 10 till 15 barn åt gången. Ett besök varade ungefär en och en halv timme. Pedagogens roll var att ”inspirera, förklara och stötta besökaren i Nattpärons förtrollande värld så att var och en får möjlighet att maximalt använda utställningens alla möjligheter”.
Mittrummet innehöll bland annat ett stort paket med den ”fantasieggande substansen” Gnoll.

Så här tänkte sig formansvarige Johan Althoff Gnoll:
Gnoll. GÖR ALLTING MÖJLIGT. Drygt, kul, spännande, starkt, elastiskt, lättjobbat.  – Jag blev en ny människa med Gnoll! NU MED TOTTELIN!
På ena Gnollpaketgaveln fanns ett kort recept på hur berättelser kan lagas till. På andra gaveln och på ena långsidan fanns berättelsemaskiner där bilder kunde kombineras med varandra för att få fram olika historier och betydelser. Framför Gnollpaketet fanns en samlingsplats för besöksgrupper med pedagog. Här kunde besökaren sitta på cirkelformade sittunderlag med bilder av mynt från olika delar av världen. I närheten fanns en genomskinlig totempåle fylld med glittrande glaskulor och ett rävhuvud längst upp. På andra sidan totempålen väntade en stad med sitt myller av figurer och händelser som slutade vid den så kallade Päronburken. Till vänster om totempålen fanns ett bibliotek med en stor lampa med inbyggda bokhyllor, två fåtöljer och en soffa. Baksidan av den ena fåtöljen hade plats för en löpsedelmaskin där besökarna kunde skapa egna rubriker med ord på magnetremsor.
Ett annat av rummen var det så kallade Personrummet, till höger om Mittrummet. Här fanns en vägg där olika figurer trängde fram ur en grön yta och i två hörlurar gick det att höra vad de sade. I mitten av en reliefvägg fanns ett arkivskåp med sex lådor som gick att dra ut och var fyllda med olika figurer. Där fanns också något som liknade en dockteater med en liten scen med fyra olika bakgrunder där besökaren kunde välja mellan 15 olika figurer/dockor som kunde användas på scenen, två åt gången, tillsammans med repliker från roterande pratbubblor. Här fanns också en porträttvägg och en möbel med inbyggd kamera som fotograferade de som ville och visade sedan bilden i en ram. På ett annat ställe fanns en hylla med sex fiktiva personers favoritsaker, exempelvis Agent Rucculas magiska strumpor och Tysta damens bästa skämtsaker.

### Tryckta päron
Till Nattpäron togs olika former av trycksaker fram: bland annat en affisch 50 gånger 70 centimeter och vernissagekort i ungefärligen A5-storlek. Dessutom producerades tio digitala historieberättelser – filmer – med barn i åldrarna 9 till 12 år, som skulle ingå i utställningen.
Ett 48-sidigt häfte i A5-format producerades också med titeln ”Arbetspäron”. Det innehöll vägledning, idéer, experiment och arbetsmaterial som skulle användas tillsammans med boken Nattpäron.

### Produktionsgruppen
- Beställare: utställningschef Mats Widbom.[20]
- Projektledare och producent: Ulla Arnell.
- Projektledare för turné och ansvarig för pedagogik och kommunikation: Helene Larsson.
- Ansvarig utställningstekniker: Jane Bengtsson.
- Formansvarig och utställningsmanus: Johan Althoff.[21][11]
- Scenograf Johan Killgren.
- Marknadsföring: Anneli Strömberg Fatty.[22]
- Samarbetspartners: Bonnier Carlsen, Rabén & Sjögren, Myndigheten för skolutveckling.[21]
- Ansvarig mobila rummet: Staffan Larsson.[23]
- Utställningsansvarig, utställningens pedagog: Armin Scholler.[24]

## Turné
Turnéorterna bestämdes efter inspiration från Rädda barnens rapport om barnfattigdom i Sverige. Riksutställningar ville med Nattpäron ge ett långsiktigt stöd till samarbetet mellan skola och kulturliv på de orter som besöktes. Huvudansvariga för utställningen såg till att en dramapedagog engagerades på varje plats och att den lokala arrangören anställde en pedagog från kulturlivet. De båda tjänsterna skulle hjälpa och inspirera barnen till att berätta sina egna historier.
Totalt besöktes 33 turnéplatser mellan augusti 2006 och maj 2009, fördelade över Sverige, Finland och Åland. Publikunderlaget var tillräckligt stort för att turnén skulle kunna förlängas två gånger och besöka 20 platser utöver de planerade 13.
Publiken beräknades till drygt 38 000 personer, vilket bland annat innebar 1 200 gruppvisningar.
Efter avslutad turné överläts vandringsutställningen Nattpäron till Göteborgs stadsmuseum, dit den (enligt planeringen) skulle levereras 10 november 2009. Överlåtelsen gällde bara utställningen i sig, som efter turnéns avslut hade avlägsnats från det mobila rummet.
Turnéplanen för Nattpäron – på väg mot små och stora berättelser:

### 2006
- Göteborg, Rymdtorget/Bergsjön bibliotek 16/8-31/8.
- Angered, Blå stället/Angereds teater 2/9-20/9.
- Landskrona, Kasernplan/Landskrona museum 28/9-15/10.[27]
- Handen, Poseidons torg  30/11-17/12.[28]

### 2007
- Borlänge, Sveatorget  17/1-4/2.
- Södertälje, Stortorget 8/2-25/2.
- Växjö, Videum 1/3-16/3.
- Umeå, Kulturcentrum för barn och unga 21/3-9/4.
- Sundsvall, torget 14/4-27/4.
- Luleå, 7/5-22/5.
- Haparanda, Folkets hus 25/5-10/6.[28]

## Reaktioner
Svenska Dagbladet, 2006-02-13:
/.../”Nattpäron - på väg mot stora och små berättelser” beskrivs som en 'berättaratlas' för nio- till tolvåringar, som ska visa vilka element en berättelse är uppbyggd kring och stärka läsarens förmåga att se, tänka och berätta. Boken blir också en utställning i samarbete med Riksutställningar, som med start i augusti ska visas på 15 platser i Sverige i områden där många språk talas”, enligt ett pressmeddelande.
Göteborgs-Posten, 2006-08-16:
Berättelser hjälper oss att få ordning på våra tankar och att sortera våra minnen. Utan berättelser skulle vi inte förstå någonting av livet och världen. Det menar författaren Johan Althoff som slår ett slag för berättandet i projektet Nattpäron./.../Nattpäron består av en bok och en vandringsutställning med vernissage i Bergsjön i dag. Utställningen ska sedan turnera runt i landet. Målgruppen är mellanstadieelever, men den kommer också att vara öppen för en vuxen publik. Johan Althoff tror på ett flerdubbelt tilltal. Att det som kan förstås av barn även kan ha något att ge till vuxna. – Jag tror också att man kan tala med barn om väldigt avancerade saker, det gäller bara att hitta tilltalet./.../
Helsingborgs Dagblad, 2006-09-29:
Alla som går i femte klass i kommunen är speciellt inbjudna till en spännande och annorlunda upplevelse. Från och med i går och till och med 15 oktober står Riksutställningars mobila utställningsrum på Kasernplan med utställningen Nattpäron — på väg mot små och stora berättelser. När man stiger in i den futuristiska konstruktionen — som fullt utvecklad har en yta på cirka 90 kvadratmeter — är det som att komma in i en annan värld. Och det är precis vad som är meningen enligt Ulla Arnell som är producent för satsningen. — Vi ville skapa någonting annorlunda utifrån berättandet. Visa vilka möjligheter som finns, säger hon och pekar på väggar och golv där bilder och ord ska tända besökarnas berättarglöd. Utställningen gestaltar de fyra byggstenar som en berättelse består av: person, vilja, problem och plats. Här finns prylar av alla sorter, stenar som talar, ett manshuvud som är otäckt levande och hål och krypin där man kan stoppa händer och hela sig i./.../En ständig fråga som Ulla Arnell möter är vad är nattpäron och självklart får hon den även i dag. — Nattpäron är ett ord som finns därför att vi har hittat på det. Det är ett bra ord som väcker nyfikenhet hos många. Landskrona är en av elva orter som får besök av den mobila utställningen. Ingen slump säger Ulla Arnell och förklarar att man medvetet söker sig till platser med många invandrarbarn./.../
Dagens Nyheter, 2006-11-13:
/.../”Nattpäron” heter ett projekt som både är en bok och en vandringsutställning där barn lockas att utforska hjärnan och språkets oändliga möjligheter./.../Boken Nattpäron är något så okonventionellt som en bildhappening i bokform på drygt 120 sidor, småvild och lätt manisk. Den saknar gängse kapitelindelning, men innehåller i hemlighet elva kapitel med osynliga skarvar (se innehållsförteckningen längst bak). Den börjar och slutar med nattbilder, ena natten och nästa, och beskriver mellan dessa ytterkanter trots allt en logisk rörelse – en resa – mellan vakna och somna. Den läsare som inte låter sig förföras till kringgående rörelser redan i början utan tar ett samlat grepp om sin läsning kommer att finna ett fint nät av parallella berättartrådar mellan enstaka motiv och personer: en toffel, en tennisboll, några masonitälgar och en busschaufför./.../I utställningen ”Nattpäron” är boken både närvarande och överskriden. Här blir strukturen tydligare genom att scenografen Johan Killgren skickligt har utnyttjat den rumsliga indelningen i fyra instanser och genom de fyra stora ljuskuber, som både orienterar oss rumsligt och sammanfattar en del av det pedagogiska stoffet. Hit slussas barn i 9–12-årsåldern in i grupper om 15 stycken, omhändertagna av två specialutbildade Nattpäronpedagoger. Under 90 minuter får de ta sig igenom de olika stationerna, snurra på rattar och trycka på ord- och bildapparater, kombinera ihop bildsekvenser, bygga ihop meningar och berättelser enligt formeln (och rumsindelningen) Person, Vilja, Problem och Plats. De kan också slå sig ner i en ljuvlig bibliotekshörna eller kliva upp i ett enmanstittskåp med överraskningar. Denna gestaltning är inget mindre än ett nytt utställningskoncept, byggt på idén om den totala interaktionen mellan utställningsrummet och den aktive besökaren./.../
Sundsvalls Tidning, 2007-04-14:
Minister kittlade potatis och tvålade in krokodil. Var kan sådant hända? I fantasin, förstås. Fantasin och berättarglädjen hos barn är vad Nattpäron vill locka fram. Det är en bok och en vandringsutställning, som nu står på Stora torget i Sundsvall och invigs i dag, lördag. Varför verkar allt fler barn tycka att de inte har någon fantasi och att de inte kan berätta? Det undrade idégivaren Pernilla Glaser och resultatet blev Nattpäron: en utställning som ska locka barn att våga hitta på berättelser och utveckla sitt språk./.../Inuti en lastbil, som finurligt förvandlas till en stor utställningslokal, finns berättandets fyra grundelement: persongalleriet, viljan att göra något, problemen (vars hörna är mörk) och platsen i tid och rum. Här kan man med olika metoder rota fram personer att fantisera kring (vampyrer? utomjordingar? mormödrar?), välja ut lämpliga svar på tal från snurrande hjul eller höra vad en ficklampa har att berätta - en som dessutom gör det med ord. Vill man krydda sin historia finns en kryddhylla med burkar märkta till exempel Kärlek, Åskväder och Hav./.../Pedagoger finns på plats för att hjälpa barnen hitta alla finesser./.../
Västerviks-Tidningen, 2007-09-20:
En mobil utställning från Riksutställningar som lyfter fram berättarkonsten har slagit upp sina portar på Spötorget i Västervik./.../"Nattpäron - på väg mot små och stora berättelser" är en interaktiv berättarutställning som erbjuder gränslösa möjligheter till experiment och utforskande. Här kan besökaren vara både aktiv och interaktiv och själv forma sina berättelser in i minsta detalj. Här finns rattar att vrida på, lådor att öppna och en massa andra spännande grejer att testa och känna på./.../För utställningspedagogiken svarar Beatrice Jansson Johansson: – Utställningslokalen innehåller fyra byggstenar./.../Här finns mängder av extra berättarkryddor och här väljer du kusliga slott, drypande mörker, djup skog eller till och med undervattensmiljöer där historien ska utspelas, säger Beatrice Jansson Johansson. Utställningen är scenografiskt uttrycksfull, rik på bilder, ting och ord samt ljus och ljud och den ger besökaren många tillfällen att pröva berättandets byggstenar och dramaturgi. - Barnen utvecklas genom berättelserna. Från inspiration till identitet och personlig integritet är steget inte så långt, säger Armin Scholler som är turnéansvarig på Riksutställningar.
Ålandstidningen, 2009-01-14:
/.../Nattpäron är barnkulturell kommunikation och Nattpäron landar i en egen "kapsel" på torget i Mariehamn nästa vecka./.../Det är Riksutställningar i Sverige som tagit fram produkten Nattpäron och det var tänkt att projektet skulle vara ett halvår. Det var 2006 det. Utställningen har sedan dess blivit så populär att den inte gått att lägga ner! Att den kommer till Åland beror på kontakt och på tur. -För ett år sedan gick jag en kurs i utställningsbygge och då var Armin Scholler från Riksutställningar där och berättade om Nattpäron. Jag frågade om det gick att få utställningen till Åland men han sa nej, eftersom utställningen skulle läggas ner, säger bibliotekarie Gunilla Jansson./.../Men nu blir det av, den 22 januari är utställningen på plats./.../Nattpäron är ett gränsöverskridande samarbete mellan utställningsproducenten och två rivaliserande barnboksförlag, Rabéns och Bonnier Carlsen. Till boken hör också ett arbetshäfte där barnen kan fortsätta med att utveckla idéer från Nattpäron./.../– Nattpäron passar alla åldersgrupper egentligen. Fantasin har ju inga åldersbegränsingar. Det går bra att barn som varit på utställningen med skolan kommer tillbaka i sällskap med föräldrarna. De kommer inte att ångra sig för det finns massor med interaktivitet att utforska, säger Jansson./.../
Nya Åland, 2009-01-23:
Vi omges av ”miljarders möjliga berättelser” men vi behöver ibland lite hjälp på traven för att fånga dem. Utställningen Nattpäron, som nu parkerat sig med ett stort utfällbart lastbilssläp på Torget i Mariehamn, är fylld med inspiration. Den som stiger in i den mobila utställningen har svårt att slita sig loss. Det finns så mycket som fångar intresset. ”Vi kan inte få nog av berättelser”, står det på en skylt vid ingången. Det är Riksutställningar i Sverige som står bakom utställningen men den har också nått utanför Sveriges gränser, inte bara till Åland utan tidigare också till Helsingfors och Åbo. Turnén, som först var tänkt att ta ett år, är nu inne på sitt tredje. Armin Scholler, som är turnéansvarig på Riksutställningar, berättar att idén ursprungligen kom från författaren och dramapedagogen Pernilla Glaser./.../– Utställningen har en dramaturgisk uppbyggnad och är indelad i fyra stationer: personer, viljor, problem och platser. Det låter först kanske lite flummigt och oprecist men i verkligheten blir de fyra rummen lockande och inbjudande. Det finns massor med saker att fästa blicken på, massor att upptäcka. Också saker att ta på, vrida på, öppna, krypa in i. Mycket i samspel med ljus, ljud och bild. – Meningen är att man skall samla ingredienser för berättelser som man sedan kan bygga vidare på i grupp, säger Armin Scholler./.../ Maria Hojar som var på plats med en grupp elever när Nyan besökte utställningen i går var också mycket positiv till det man fick uppleva. – Det är fantastiskt stimulerande, jag är verkligen positivt överraskad, säger hon och menar att det finns mycket som man kan jobba vidare på när man kommer tillbaka till skolan./.../
Arbetarbladet, 2009-02-20:
I tre veckor framöver ska utställningen Nattpäron inspirera barn och ungdomar i Tierp till berättande. – Vi vill sätta ett frö som blommar ut i berättande, säger turnéproducenten Armin Scholler./.../Utställningen är uppbyggd i fyra delar. Person, vilja, problem och ställe. Från varje del hämtar barnen inspiration och byggstenar till sin berättelse. Aktivitet och deltagande är två viktiga saker, på varje avdelning finns en rad objekt att flytta på, pilla med och utforska. Berättandet kan ha sitt uttryck i alla dess former, allt från skrivande till berättande med bilder på en vägg. Utställningen vänder sig främst till barn i mellanstadieåldern men Armin Scholler påpekar att alla är lika välkomna. – Alla kan ta till sig utställningen. Vi har fått väldigt bra respons på tidigare platser och märkt att fyraåringar kan uppskatta det lika mycket som pensionärer, säger han./.../
Dala-Demokraten, 2009-03-20:
– Allting verkar roligt, säger Josefin Eriksson när hon klivit in i den mobila upplevelse-hallen. Hon var en av barnen som sjöng på invigningen av utställningen som ska stimulera fantasi och berättande./.../Utställningen är indelad i fyra byggstenar som ingår i en berättelse: personer, platser, viljor och problem. Man kan till exempel kombinera egna personer, meningar och händelser genom att snurra fram bilder och ord. Man kan fotografera sig själv, öppna luckor till olika miljöer och mycket annat. – Usch vad läskigt, utbrast ett par besökare när de såg något som liknade en avhuggen hand bakom en av luckorna./.../
Riksutställningar samlade in och arkiverade några av publikreaktionerna från Stortorget i Malmö, 18 till 31 oktober 2006. Här fick några vuxna komma till tals, men även de unga – som utställningen var gjord för – fick chansen att berätta vad de tyckte.
- Hej jag har varit här redan två gånger och det är jätteroligt. Ni har gjort ett superjobb. Tack! /Camila
- Mycket inspirerande, tack! Laura
- Var här, pratade, ordhittade, fantasikåserade och gick sen hem. (Jonas Hassen Khemiri)
- Clara Åhwik was here! Superfin utställning! Rolig!
- En rolig utställning för barn o även för vuxna. Mycket roligt!
- Underbart, fantastiskt, sagolikt, vackert, mjukt, nyfiket, varmt, glädjefyllt, bra.
- Så här borde livet vara hela tiden! /2 vuxna (som är barnsliga)
- Det här var en vacker syn. Det var väldigt roligt att tästa alla saker här ine. Man fick väldigt mycket insperation om man ska skriva en bok! Vi kommer gärna tillbaka! /Elinor o Mamma
- Det var jätteroligt! Jag har läst bocken men det var roligare att tästa sackerna på riktigt. Florian Falk
- Det va jäterolit här tyker Lisa och Bim och My och Örjan (Tuschteckning av ett huvud med långt hår.) vi tyker det är rolit här
- Detta var helt pärfekt! Ni måste ha jobbat länge med det men det var det värt!
- ...och jag som trodde att nattpäron bara var en vanlig glödlampa... Tack för er fantasi! Karin
- Stenhårt! Erik med Staffan
- Vilken mysig drömvärld upplevd i ett overkligt rum. Hanne
- The exhibition was really imaginative & fascinating! I really enjoyed it & taking my shoes off!!! Almaj Messenger, 23/10/06, London England, age 15 (really 16!)
- 23/10 Johan Althoff är så spännande att lyssna till. Utställningen har ett tilltal som attraherar barn, unga och vuxna. Kerstin Larsson
- Bon jour et merci. Un expo formidable! Claude et Patricia, tisdag 24/10 -06
- Skitball grej! Sebastian och Christopher
- 30 okt 2006. Det var en fin utställning kreativt! Jag önskar mig en applådmaskin hemma. För att man varit duktig och stigit ur sängen en regnig tråkig dag. Då passar det utmärkt med en applåd. Tack för besöket! Filippa och Anders var med...

## Ekonomi
Total (preliminär) kostnad för projektet Nattpäron beräknades 2006-03-22 för åren 2006 och 2007 till 4 144 140 kronor. 2 115 000 kronor för produktion, investeringar, turné och kunskapsutveckling. 2 029 140 kronor för uppskattade personalkostnader. Intäkterna under samma period beräknades till 164 000 kronor.
Den lokala arrangörerna betalade i Sverige 10 000 kronor för att få ta emot Nattpäron. För Åbo stad kostade det 17 000 kronor och för Helsingfors stads kulturcentral och Sydkustens landskapsförbund 60 000 kronor.